# Open Software Foundation
A Open Software Foundation (OSF) foi uma organização fundada em 1988 para criar um padrão aberto para a implementação de um sistema operacional Unix.
Apesar da similaridade no nome e do fato das duas organizações estarem baseadas em Cambridge (Massachusetts), não existe qualquer conexão entre a OSF e a Free Software Foundation.

## História
A organização foi proposta inicialmente por Armando Stettner, um funcionário da Digital Equipment Corporation (DEC), em um encontro restrito para convidados propiciado pela DEC e por outros fornecedores de sistemas Unix (chamados de grupo Hamilton). A organização seria responsável pelo desenvolvimento conjunto do Unix e também, em grande parte, daria uma resposta à ameaça da iniciativa merged Unix da AT&T e Sun Microsystems. Os membros originais da fundação eram a Apollo Computers, Groupe Bull, Digital Equipment Corporation, Hewlett-Packard, IBM, Nixdorf Computer e Siemens AG. Estas empresas eram chamadas por vezes de "Gang of Seven". Posteriormente as empresas Philips e Hitachi se juntaram ao grupo.
A fundação da organização foi amplamente vista como uma resposta à colaboração entre a AT&T e Sun Microsystems para o desenvolvimento do UNIX System V versão 4 e ao temor de que outros fornecedores fossem excluídos do processo de padronização. Esta impressão levou ao presidente da Sun de então, Scott McNealy, a dizer que a sigla OSF significava "Oppose Sun Forever".
Por volta de 1993, começou a ficar claro que a grande ameaça aos fornecedores de sistemas Unix não era a competição entre eles, mas a presença da Microsoft na computação corporativa. Em maio, a iniciativa COSE foi anunciada pelos maiores empresas do mundo Unix: Hewlett-Packard, IBM, Sun, Unix System Laboratories e a Santa Cruz Operation. Dentre os membros deste grupo havia integrantes da OSF e da Unix International (UI). Como parte do acordo, a Sun tornou-se um membro da OSF e submeteu o Motif para o consórcio X/Open para certificação e gerenciamento da marca.
Em março de 1994, a OSF e a UI se fundiram em uma nova organização, que mantinha o nome OSF e incorporava o modelo de desenvolvimento da iniciativa COSE dentro do processo PST (Pre-Structured Technology). Ela também assumiu a responsabilidade pelos trabalhos futuros relacionados com o Common Desktop Environment (CDE), uma iniciativa COSE. Em setembro de 1995, a fusão da OSF/Motifi e CDE em um projeto único, CDE/Motif, foi anunciado.
Em fevereiro de 1996 a nova OSF se fundiu com o X/Open para criar a organização The Open Group.

## Padrões e tecnologias
A implementação do padrão Unix da OSF ficou conhecida como OSF/1 e foi liberada pela primeira vez em 1992. A OSF/1 não obteve sucesso e o seu desenvolvimento foi paralisado pela OSF em 1994. O único fornecedor que a utilizou foi a Digital, que a renomeou para "Digital UNIX" (ou Tru64 UNIX, após a aquisição da Digital pela Compaq).
Outras tecnologias bastante conhecidas da OSF incluem o toolkit de widgets chamado Motif e um pacote de tecnologias para computação distribuída em rede conhecido como DCE.